# Abele Rapoport
Abele Abram Rapoport (ur. 1872 w Kielcach, zm. ok. 22 sierpnia 1942 w Treblince) – syn kieleckiego rabina Tuwii Gutmana, talmudysta, zwolennik cadyka z Kocka. W 1907 r. zdał egzaminy rabinackie i został przewodniczącym sądu rabinackiego w Kielcach. Ostatni naczelny rabin Kielc sprawujący swój urząd w latach 1915-1939. W trakcie likwidacji getta kieleckiego wywieziony przez Niemców do Treblinki i zamordowany w komorze gazowej.